# Zbigniew Juszczak (ur. 1946)
Zbigniew Juszczak (ur. 8 września 1946 w Poznaniu) – polski hokeista na trawie, olimpijczyk.
Syn Jana i Heleny z Rybarczyków, ukończył Zasadniczą Szkołę Budowlaną w Poznaniu, uzyskując zawód blacharza-dekarza, w którym pracował po zakończeniu kariery sportowej. Bronił barw dwóch poznańskich klubów, Grunwaldu i Pocztowca; z oboma sięgał po mistrzostwo Polski (z Grunwaldem w 1966, z Pocztowcem w 1979 jako kapitan). Ma na koncie również Puchar Polski na 50-lecie Polskiego Związku Hokeja na Trawie (z Pocztowcem).
W latach 1966–1975 wystąpił w 88 meczach reprezentacji narodowej, strzelając 11 bramek. Uchodził za znakomitego technika i lidera zespołu, w 1972 w plebiscycie Polskiego Związku Hokeja na Trawie otrzymał tytuł najlepszego polskiego zawodnika. Wraz z zespołem narodowym uczestniczył w wielu imprezach międzynarodowych, m.in. finałach mistrzostw świata (1975) i finałach mistrzostw Europy (1970, 1974). Grał także na igrzyskach olimpijskich w Monachium w 1972, na których Polska zajęła 11. miejsce.
Otrzymał tytuł "Zasłużonego Mistrza Sportu". Z małżeństwa z Marią Miszczuk ma dwóch synów (Dariusza i Macieja), którzy również uprawiali hokej, oraz córkę (Martę). Bramki Grunwaldu Poznań bronił jego brat Edward.